# Klümené (Ókeanosz leánya)
Klümené (görög betűkkel Κλυμένη, latinosan Clymene) nimfa a görög mitológiában egyike az ókeaniszoknak, vagyis Ókeanosz és Téthüsz háromezer leánygyermekének. Az ókeaniszok nagy számából következően bizonytalan, hogy a három különböző élettörténetű Klümené valójában egy alak három eltérő legendája vagy három azonos nevű ókeaniszról van szó.
Meropsz etiópiai király felesége lett, de általában csak a kalandjaiból született gyermekeit emlegetik. A három változat szerint Iapetosz titán felesége, akitől Prométheusz, Epimétheusz, Atlasz és Menoitiosz született (Hésziodosz), vagy Szthenelosz liguriai király felesége és Küknosz anyja, vagy Héliosz felesége és a héliaszok anyja. Ezek közül a legelső csak a késői mitologikus irodalomban szerepel, korábban – például Apollodórosznál – Prométheusz anyja Aszia ókeanisz, másoknál Themisz. Apollodórosznál Prométheusz felesége és Deukalión anyja. Ovidiusnál szerepel a héliaszok és Phaethón anyjaként.